# キングサウード大学スタジアム
キングサウード大学スタジアムあるいはサウード国王大学スタジアム （アラビア語: ملعب جامعة الملك سعود   ）は、 サウジアラビアのリヤドにある多目的スタジアム（球技場）。キングサウード大学（サウード国王大学）が所有する。
2017年10月からサウジ・プロフェッショナルリーグ所属のアル・ヒラルがキングサウード大学と年間契約を結んでホームグラウンドとして使用している。国際サッカー連盟 (FIFA) 及びアジアサッカー連盟 (AFC) のスタジアム基準を満たしており、アル・ヒラルが出場するAFCチャンピオンズリーグのホームゲームは2018年から本スタジアムでの開催を基本としている。
2018年11月にWWEがペイ・パー・ビューイベント「Crown Jewel」を開催した会場としても知られる。
2020年にサウジアラビア・リヤドに本拠を置くロジスティクス会社のMrsoolが命名権を取得し、「Mrsoolパーク」(Mrsool Park) の名称を用いている。2023年からは「アル＝アウワル・パーク」(英: Al Awwal Park)の名称を用いている。